# 普安灯塔
普安灯塔，又名东沙灯楼，位于中国浙江省玉环市坎门街道东沙社区东沙头，是玉环市文物保护单位之一。普安灯塔建于1925年，建成之初用煤气灯照明，其后改用干电池供电照明。灯塔一度毁于战火，后来经历几次维修工程，又改为太阳能发电照明。

## 历史
玉环坎门东沙一地三面临海，当地为小型渔村，渔业为主要产业，民众大多以出海捕捞为生计。中華民國初年，坎门开始出现海上航标，当地人在房屋上安装桅灯，为附近船只引航。
1925年10月（民国14年），钓艚岙（古代渔村，现隶属坎门街道）居民支鸿基等人筹募款项，在东沙头山岗兴建灯楼，並命名為普安灯塔，其名称“普安”有“普感安全”之寓意。灯楼有专人负责管理，运作经费由附近渔民承担。它在晴天晚上点亮煤气灯，为往来船舶指引航道，大雾天气时则敲钟示警。上海航道局其后把这座灯楼改建为干电池供电的灯塔。民国年间，普安灯塔为玉环海岛的航运业务提供支持，当时往返温州和宁波或上海、以至沿中国东部海岸前往台湾基隆港或东南亚各国的客轮和货轮，无一不依靠普安灯塔的导航。
普安灯塔在抗日战争期间受到破坏。1947年（民国36年），海关部门原址重建普安灯塔，扩建塔座，并把灯塔列入海军海防设施的管理系统。在中华人民共和国成立后的社会主义建设时期，普安灯塔继续在航运和海防领域派上用场。1958年，上海航道局委托温州航标处为灯塔进行维修工程，扩建塔身建筑，并安装法国巴比尔公司出产、闪光射程达到6海里的塔式镜机，从而加强灯光。1987年，普安灯塔再次修缮，重修塔顶及重置灯器，并把灯塔的电源由干电池改为太阳能电板。
2004年1月，普安灯塔列入玉环县文物保护单位（现称玉环市文物保护单位）。2017年11月，普安灯塔列入第二批玉环市地名文化遗产保护名录。

## 建筑结构
普安灯塔造型古朴典雅，艺术价值高，有助学者研究中国沿海灯塔建筑物。灯塔为水泥砖石结构，几乎整座建筑的外墙都是白色，只有塔座顶端位置涂上一圈红色油漆。整座建筑高5.55米，由塔座、塔身两部分组成：塔座高2.6米、长3.46、宽3.36米，形状近似正方柱体；塔身在塔座之上，高2.95米，由四层六角锥台构成，整体形状近似一个六角锥。灯塔外墙上题写“环海明星”字样（从右到左书写）。塔灯安装在塔身顶端位置，是一盏直径20cm、高约30cm的照明灯。